# A Girl like Me (альбом Рианны)
| Оценки критиков      | Оценки критиков |
| Источник             | Оценка          |
| -------------------- | --------------- |
| Allmusic             | [ 1 ]           |
| Blender              | [ 2 ]           |
| Robert Christgau     | [ 3 ]           |
| Entertainment Weekly | B−              |
| PopMatters           | 6/10            |
| Rolling Stone        | [ 6 ]           |
| Slant Magazine       | [ 7 ]           |
| USA Today            | [ 8 ]           |
| Vibe                 | [ 9 ]           |

A Girl like Me (с англ. — «Такая как я») — второй студийный альбом барбадосской певицы Рианны, выпущен лейблом Def Jam Recordings и поступил в продажу 19 июня 2006 года в Японии, 24 июня в Великобритании, а 25 июня в США. Во время записи альбома Рианна сотрудничала с такими продюсерами, как Carl Sturken, Evan Rogers, Stargate J. R. Rotem, а также Ne-Yo, который написал для Рианны песню «Unfaithful», ставшую вторым синглом, выпущенным с этого альбома. Музыкальный альбом включает в себя сочетание поп, регги и элементы баллад. A Girl Like Me получил смешанные отзывы от музыкальных критиков.

## Об альбоме
До выхода A Girl like Me Рианне была оказана существенная поддержка со стороны MTV, который прорекламировал сингл «SOS» в телепередаче Total Request Live, а также 23 марта 2006 года в день официального релиза её музыкального видео на эту песню. Она спела основной сингл альбома «SOS» на The Ellen DeGeneres Show 20 февраля и 18 июня 2006 года на церемонии 2006 MuchMusic Video Awards. Затем певица приняла участие в рекламе для Nike и J.C. Penney, снявшись в рекламном музыкальном видеоклипе для первого сингла с альбома при поддержке Nike. 25 апреля 2006 года альбом был выпущен в Северной Америке под лейблом Def Jam Recordings на физическом носителе и в цифровом варианте. В день выхода альбома в продажу Рианна приняла участие в съёмках телепередачи MTV Total Request Live, с целью продвижения новой студийной работы.

### Синглы
«SOS» — первый сингл, выпущенный с альбома 7 марта 2006 года. Песня получила значительную ротацию в Соединённых Штатах Америки и Канаде, возглавив радио чарты в этих странах. Композиция основана на семпле кавер-версии песни 1981 года «Tainted Love» британского синти-поп дуэта Soft Cell. «SOS» — первая песня Рианны, возглавившая чарт Billboard Hot 100. Трек имел успех и на международном уровне, достигнув лучшей пятёрки синглов в Канаде, Австралии, Ирландии, Новой Зеландии и Великобритании.
«Unfaithful» — второй сингл с альбома был выпущен 17 июля 2006 года. Песню ожидал коммерческий успех на десятом месте в Billboard Hot 100, однако, на международном уровне песня пользовалась большим успехом: лидировала в чартах Португалии, Канады и Швейцарии, а также достигла лучшей десятки синглов в Новой Зеландии, Ирландии и Великобритании.
«We Ride» была выпущена в качестве третьего сингла с альбома в сентябре 2006 года. Песня вышла на радиостанциях Соединённых Штатов 21 августа 2006 года и не смогла повторить успех двух предыдущих синглов, так как не появилась в Billboard Hot 100; сингл достиг шестой строчки в чарте Bubbling Under Hot 100 Singles. Однако, композиция «We Ride» заняла первое место в чарте Billboard Hot Dance Club Play и достигла лучшей десятки синглов в Новой Зеландии и Финляндии.
«Break It Off» (при участии Шона Пола) — четвёртый и последний сингл с альбома был выпущен в декабре 2006 года. Песня достигла своего пика на девятой строчке чарта Billboard Hot 100 и стала четвёртым синглом Рианны, которому удалось войти в лучшую десятку синглов в этом чарте. «Break It Off» — одна из немногих песен за последние годы, которая вошла в чарт Billboard Hot 100 без музыкального видеоклипа.

## Отзывы критиков
Альбом получил смешанные музыкальных критиков. Дэвид Джеффрис из AllMusic прокомментировал: «универсальная городская танцевальная поп-певица Рианна изящно избегает спада на втором альбоме, который менее тропической, более урбанистической, чем ее дебютный альбом.» Джеффрис сравнил трек " Kisses Don’t Lie "с песней Дэмиена Марли " Welcome to Jamrock " и отметил, что «альбом становится смелее и плавно отскакивает от жанра к жанру… Рианна переходит от песен нуар фильма, которые элегантно используют убийство как метафору для обмана („Unfaithful“) к легкому крейсеру выходного дня („We Ride“).»

## Коммерческий успех
Альбом дебютировал на пятом месте в американском Billboard 200, с продажами 115 000 копий в первую неделю, что почти в два раза превысило продажи дебютного альбома Рианны Music Of The Sun, который продал 69 000 копий в первую неделю. С тех пор альбом был сертифицирован 2x платиной Ассоциацией звукозаписывающей индустрии Америки (RIAA) в Соединенных Штатах Америки. По состоянию на июнь 2015 года в США было продано 1,4 миллиона копий альбома. Альбом дебютировал на шестом месте в Ирландском чарте альбомов. Альбом сертифицирован 2-х платиновой Ассоциацией. Он также дебютировал под номером шесть в Соединенном Королевстве на UK Albums Chart с продажами 24000 копий по выпуску от 24 апреля 2006 года. Альбом достиг своего пика номер пять в июле 2006 года из-за популярности сингла «Unfaithful» и он до продан почти в 600 000 копий в Соединенном Королевстве. В Европе альбом получил платиновую сертификацию, предоставленную Международной федерацией фонографической индустрии. В Канаде альбом возглавил канадский альбомный чарт, став первым альбомом Рианны в стране под номером один, а позже стал платиновым.

## Список композиций
| №   | Название                                                                    | Автор(ы)                                                                                         | Producer(s)               | Длительность |
| --- | --------------------------------------------------------------------------- | ------------------------------------------------------------------------------------------------ | ------------------------- | ------------ |
| 1.  | «SOS»                                                                       | Ed Cobb, Jonathan Rotem, Evan Bogart                                                             | J. R. Rotem               | 4:00         |
| 2.  | «Kisses Don't Lie»                                                          | Evan Rogers, Carl Sturken, Robyn Fenty                                                           | Evan Rogers, Carl Sturken | 3:52         |
| 3.  | «Unfaithful»                                                                | Tor Erik Hermansen, Mikkel S. Eriksen, Shaffer Smith                                             | StarGate                  | 3:48         |
| 4.  | «We Ride»                                                                   | Hermansen, Eriksen, Makeba Riddick                                                               | StarGate                  | 3:56         |
| 5.  | «Dem Haters» (featuring Dwane Husbands)                                     | Rogers, Sturken, M. Hallim, V. Morgan, Michael Flowers, Aion Clarke                              | Mike City                 | 4:19         |
| 6.  | «Final Goodbye»                                                             | Curtis Richardson, Luke McMaster, Charlene Gilliam                                               | The Conglomerate          | 3:14         |
| 7.  | «Break It Off» (featuring Sean Paul)                                        | Sean Paul Henriques, Fenty, Donovan Bennett, K. Ford                                             | Don Corleon               | 3:34         |
| 8.  | «Crazy Little Thing Called Love» (featuring J-Status)                       | Rogers, Sturken, A. Thompson, D. Virgo, A. Barwise, B. Barwise, O. Stewart                       | Evan Rogers, Carl Sturken | 3:23         |
| 9.  | «Selfish Girl»                                                              | Rogers, Sturken                                                                                  | Evan Rogers, Carl Sturken | 3:38         |
| 10. | «P.S. (I'm Still Not Over You)»                                             | Rogers, Sturken                                                                                  | Evan Rogers, Carl Sturken | 4:11         |
| 11. | «A Girl like Me»                                                            | Rogers, Sturken, Fenty                                                                           | Evan Rogers, Carl Sturken | 4:18         |
| 12. | «A Million Miles Away»                                                      | Rogers, Sturken                                                                                  | Evan Rogers, Carl Sturken | 4:11         |
| 13. | «If It’s Lovin’ That You Want — Part 2» (featuring Cory Gunz) (bonus track) | Jean Claude Olivier, Samuel J. Barnes, Alaxsander Mosely, Scott Larock, Lawrence Parker, Riddick | Poke & Tone               | 4:08         |

| №   | Название                           | Длительность |
| --- | ---------------------------------- | ------------ |
| 14. | «Pon de Replay» (Full Phatt remix) | 3:21         |

| №   | Название              | Автор(ы)        | Producer(s)               | Длительность |
| --- | --------------------- | --------------- | ------------------------- | ------------ |
| 14. | «Who Ya Gonna Run To» | Rogers, Sturken | Evan Rogers, Carl Sturken | 4:04         |
| 15. | «Coulda Been the One» | Rogers, Sturken | Evan Rogers, Carl Sturken | 3:38         |

## Чарты
| Чарт (2006)                          | Высшая позиция |
| ------------------------------------ | -------------- |
| Australian Albums Chart              | 9              |
| Belgian Albums Chart                 | 10             |
| Canadian Albums Chart                | 1              |
| Czech Republic Albums Chart          | 7              |
| European Top 100 Albums              | 8              |
| Hungarian Albums Chart               | 3              |
| Irish Albums Chart                   | 5              |
| Italian Albums Chart                 | 36             |
| Japanese Oricon Albums Chart         | 3              |
| Mexican Albums Chart                 | 6              |
| New Zealand Albums Chart             | 7              |
| Swiss Albums Chart                   | 6              |
| UK Albums Chart                      | 5              |
| США Billboard 200                    | 5              |
| США Billboard Top R&B/Hip-Hop Albums | 2              |

| Страна              | Сертификация (продажи) |
| ------------------- | ---------------------- |
| Австралия           | Платиновая             |
| Канада              | 2x Платиновая          |
| Франция             | Золотая                |
| Германия            | Золотая                |
| Republic of Ireland | 2x Платиновая          |
| Япония              | Золотая                |
| Россия              | Платиновая             |
| Швейцария           | Платиновая             |
| Великобритания      | Платиновая             |
| Соединённые Штаты   | Платиновая             |

## Хронология релиза
| Регион         | Дата           | Формат           | Лейбл                          | Издание                |
| -------------- | -------------- | ---------------- | ------------------------------ | ---------------------- |
| Аргентина      | 10 апреля 2006 | Digital download | The Island Def Jam Music Group | Standard Edition       |
| Австралия      | 10 апреля 2006 | Digital download | The Island Def Jam Music Group | Standard Edition       |
| Австрия        | 10 апреля 2006 | Digital download | The Island Def Jam Music Group | Standard Edition       |
| Бразилия       | 10 апреля 2006 | Digital download | The Island Def Jam Music Group | Standard Edition       |
| Чехия          | 10 апреля 2006 | Digital download | The Island Def Jam Music Group | Standard Edition       |
| Дания          | 10 апреля 2006 | Digital download | The Island Def Jam Music Group | Standard Edition       |
| Финляндия      | 10 апреля 2006 | Digital download | The Island Def Jam Music Group | Standard Edition       |
| Германия       | 10 апреля 2006 | Digital download | The Island Def Jam Music Group | Standard Edition       |
| Венгрия        | 10 апреля 2006 | Digital download | The Island Def Jam Music Group | Standard Edition       |
| Италия         | 10 апреля 2006 | Digital download | The Island Def Jam Music Group | Standard Edition       |
| Япония         | 10 апреля 2006 | Digital download | The Island Def Jam Music Group | Standard Edition       |
| Нидерланды     | 10 апреля 2006 | Digital download | The Island Def Jam Music Group | Standard Edition       |
| Новая Зеландия | 10 апреля 2006 | Digital download | The Island Def Jam Music Group | Standard Edition       |
| Норвегия       | 10 апреля 2006 | Digital download | The Island Def Jam Music Group | Standard Edition       |
| Португалия     | 10 апреля 2006 | Digital download | The Island Def Jam Music Group | Standard Edition       |
| Испания        | 10 апреля 2006 | Digital download | The Island Def Jam Music Group | Standard Edition       |
| Швеция         | 10 апреля 2006 | Digital download | The Island Def Jam Music Group | Standard Edition       |
| Швейцария      | 10 апреля 2006 | Digital download | The Island Def Jam Music Group | Standard Edition       |
| Канада         | 11 апреля 2006 | Digital download | The Island Def Jam Music Group | Standard Edition       |
| США            | 11 апреля 2006 | Digital download | The Island Def Jam Music Group | Standard Edition       |
| Италия         | 19 апреля 2006 | CD               | Universal Music                | Standard Edition       |
| Великобритания | 24 апреля 2006 | CD               | Mercury Records                | Standard Edition       |
| Великобритания | 25 апреля 2006 | Digital download | The Island Def Jam Music Group | Standard Edition       |
| Канада         | 25 апреля 2006 | CD               | Universal Music Canada         | Standard Edition       |
| США            | 25 апреля 2006 | CD               | The Island Def Jam Music Group | Standard Edition       |
| Германия       | 28 апреля 2006 | CD               | Universal Music                | Standard Edition       |
| Испания        | 17 июля 2006   | CD               | Universal Music                | Standard Edition       |
| Германия       | 17 ноября 2006 | Double CD        | Universal Music                | Limited Deluxe Edition |
| Франция        | 26 марта 2009  | CD               | Universal Music                | Standard Edition       |
| Канада         | 8 декабря 2011 | CD               | Universal Music Canada         | Limited Edition        |